# Кошман, Виктория Викторовна
Виктория Викторовна Кошман (род. 27 сентября 2005, Шахты, Ростовская область) — российская волейболистка, либеро. 

## Биография
Начала заниматься волейболом в ДЮСШ № 1 города Шахты (тренер — Р. В. Потатуева). В 2018 году была приглашена в московскую СШОР № 65 «Ника» (тренер — В. Г. Лукашкин), в составе которой стала серебряным призёром первенства Москвы среди девушек. С 2021 — выступала за команду «Ленинградка»-2 (Санкт-Петербург), а в 2022 дебютировала в основном составе ВК «Ленинградка» в суперлиге чемпионата России.
В феврале-апреле 2023 — игрок ВК «Липецк», после чего вернулась в «Ленинградку».

### Клубная карьера
- с 2021 —  «Ленинградка»-2 (Санкт-Петербург) — молодёжная лига;
- 2022 —  «Ленинградка» (Санкт-Петербург) — суперлига;
- 2023 —  «Липецк» (Липецк) — суперлига.
- 2023 —  «Ленинградка» (Санкт-Петербург) — суперлига;
- с 2023 —  «Амурские тигрицы» (Хабаровск) — высшая лига «Б».

## Достижения
- победитель Молодёжной лиги чемпионата России 2023.